# Скворец Легата
Скворец Легата (лат. Necropsar rodericanus) — исчезнувший вид воробьинообразных птиц из семейства скворцовых, единственный в роде Necropsar. Обитал исключительно на острове Родригес, был эндемичным видом. Вымер в 1700-х годах. Видовое название дано в честь французского путешественника Франсуа Лега.

## Описание
По записям, сделанным французским натуралистом Жюльеном Тафоре, скворец Легата описывался как довольно крупная для семейства скворцовых птица, около 25 см в длину. Имел белое оперение с чёрными концами крыльев и хвостом. Клюв и ноги были жёлтого цвета. 

## Биология
Птица была всеядной, могла питаться как семенами, так и мясной пищей. Изначально скворец Легата причислялся к Жюльеном к врановым, тот дал птице название Testudophaga bicolor (букв. пожиратель черепах), возможно это связано с тем, что скворцы могли питаться черепашьими яйцами и мёртвыми, либо же молодыми черепахами, вытаскивая их из панцирей, подобно тому, как это делают современные вороны.  

## Вымирание
Скорее всего, вид вымер из-за завезённых на остров крыс, разорявших гнёзда птиц и поедавших их яйца. Небольшие островки были последними убежищами для скворцов Легата, пока крысы не добрались и до них. Птица не встречалась на острове уже со второй половины XIX века. Судя по визиту Тафоре в 1726 году, птица видимо уже не встречалась на острове, либо была очень редким видом.

## Родственные виды
Скворец Легата являлся близким родственником также вымершего маскаренского хохлатого скворца из рода Fregilupus с Реюньона.